# Pelochrista duercki
Pelochrista duercki es una especie de polilla perteneciente al género Pelochrista, categorizada en la tribu Eucosmini, de la subfamilia Olethreutinae.

## Distribución
Se distribuye por Grecia.

## Taxonomía
Fue descrita por Osthelder en 1941 y publicada por primera vez en Mitt. mnch. ent. Ges. 31: 369.